# Gunters en Meuser
Gunters en Meuser is een gespecialiseerde onderneming op het gebied van handgereedschappen, ijzerwaren, bouwbeslag, hang-en-sluitwerk, sanitair, electra en elektrisch gereedschap. Gunters en Meuser bv heeft negen vestigingen in Nederland. Sinds januari 2017 maakt de Gunters en Meuser deel uit van de ISERO-groep.

## Geschiedenis
Het bedrijf werd in 1826 opgericht door Johannes Petrus Gunters met een zaak aan de Prinsengracht 46 te Amsterdam. Het bleef tot 1875 een familiebedrijf, want in dat jaar vond de oprichting plaats van Gunters en Meuser en verhuist de zaak naar het huidige adres aan de Egelantiersgracht 2, op de hoek van de Prinsengracht 108. Het is dan de Amsterdammer Carel Frederik Christiaan Meuser die dan mede-eigenaar wordt. Mede door de stadsuitbreiding van Amsterdam maakt de zaak een enorme groei door onder leiding van de nieuwe generatie (genealogie) van zowel de familie Gunters als van de familie Meuser. In 1916 wordt besloten om een nieuw gebouw te bouwen op het zelfde adres, waarbij ook de naastgelegen gebouwen worden betrokken. In 1923 komt de heer G.D. Gunters te overlijden, waarna de zaak wordt omgezet in een naamloze vennootschap en de familie Meuser na verloop van tijd de algehele leiding overneemt. Na de Tweede Wereldoorlog wordt de zaak in 1947 omgezet in een vennootschap onder firma waarin de heer A.G.A. Olthof mede-vennoot wordt. In 1957 wordt een begin gemaakt met de overname van andere zaken op het gebied van de ijzerwaren, waardoor de groei van de zaak enorm is toegenomen.

## Bron
- Gunters en Meuser, de geschiedenis van een Amsterdamse IJzerhandel (2001)